# Туцакович, Марина
Марина Туцакович (серб. Марина Туцаковић / Marina Tucaković; 4 ноября 1953, Белград — 19 сентября 2021) — сербская поэтесса-песенник. Написала свыше трёх тысяч песен для различных певцов со всей бывшей Югославии.
До того, как уйти в фолк, Марина работала в таких жанрах как поп, рок, синт-вейв, она писала песни таким артистам, как Сладжана Милошевич, Оливер Мандич, Zana. В 1987 году нидерландский певец Пит Верман выпустил песню «Sailin' Home», которая стала самой продаваемой в Нидерландах за тот год, автором её стала Марина Туцакович. Большую известность получила, благодаря сотрудничеству с такими артистами, как Лепа Брена, Светлана Ражнатович, Елена Карлеуша и другими. Написала песни «Ово je Балкaн», «Није љубав ствар» и «Љубав је свуда» для участников конкурса «Евровидение».

## Личная жизнь и смерть
Туцакович была замужем за продюсером и композитором Александром Фута Радовичем. В браке родилось два сына  — Милан и Милош, который умер в 2008 году в возрасте 24 лет). После смерти сына Марина сократила свое присутствие в медиа, однако продолжила свою карьеру. Увидевшая свет в 2013 в исполнении Ana Nikolić  песня Mišo moj была посвящена памяти сына Марины.
В 2018 году Туцакович был поставлен диагноз рак лёгких, в связи с этим её вскоре подвергли химиотерапии и хирургическому вмешательству.
14 сентября 2021  года сын Марины Милан сообщил СМИ, что заболевание расширяется, метастазы  распространились в печень, лёгкие, мозг и кости — и обратился с просьбой о срочной помощи.  Поэтессу доставили в белградский Dragiša Mišović hospital, где она и скончалась 19 сентября; также в её анализах были обнаружены положительные результаты на COVID-19. После смерти Марины многие музыканты выразили свою скорбь в связи с потерей.